# Nesmith Ankeny
Nesmith Cornett Ankeny (* 1927 in Walla Walla, Washington; † 4. August 1993 in Seattle) war ein US-amerikanischer Mathematiker, der sich mit Zahlentheorie beschäftigte.

## Leben
Ankeny studierte an der Stanford University und wurde 1950 bei Emil Artin an der Princeton University promoviert (Consequences of the Extended Riemann Hypothesis). 1951/52 war er am Institute for Advanced Study. Danach war er Assistant Professor an der Johns Hopkins University, bevor er 1955 ans Massachusetts Institute of Technology ging. 1964 erhielt er dort eine volle Professur. 1992 ging er in den Ruhestand.
Neben analytischer Zahlentheorie – unter anderem gab er mit Artin und Sarvadaman Chowla 1953 Kongruenz-Formeln für die Klassenzahl reellquadratischer Zahlkörper an – beschäftigte er sich auch mit Spieltheorie und schrieb ein Buch über Poker (speziell Bluffen). Er selbst war passionierter Pokerspieler, aber auch Bridge- und Schachspieler.
1958 war er Guggenheim Fellow.

## Schriften
- Poker Strategy, Basic Books 1981